# Метаборная кислота
Ме́табо́рная кислота́ —  одноосновная неорганическая кислородсодержащая кислота с эмпирической формулой HBO2. Бесцветные кристаллы. Существует в трех модификациях, отличающихся строением кристаллической решетки. Получают дегидратацией борной кислоты при нагревании, при растворении в воде снова образует борную кислоту. Соли метаборной кислоты носят название метабораты. 

## Строение
Для метаборной кислоты известны три кристаллические модификации: 
γ-НВО2 — наиболее устойчива, имеет кубическую решетку, плавится с разложением при 236 °С, плотность 2,486 г/см3, энтальпия образования –804,6 кДж/моль; 
β-НВО2 — имеет моноклинную решетку, плавится с разложением при 200,9 °С, плотность 2,045 г/см3, энтальпия образования −794 кДж/моль; 
α-НВО2 — имеет ромбическую решетку, плавится с разложением при 176 °С, плотность 1,784 г/см3, энтальпия образования −789,3 кДж/моль.   

## Получение
α-НВО2 образуется при нагревании борной кислоты при 100 °С в течение 24 ч. При температуре 150—160 °С α-НВО2 переходит в β-НВО2. Нагревание β-НВО2 при 180 °С в течение 7 дней приводит к образованию γ-НВО2.
{\displaystyle {\ce {H3BO3->[{100~^{\circ }}C][{-H_{2}O}]\alpha -HBO2->[{{150-160}~^{\circ }}C]\beta -HBO2->[{180~^{\circ }}C]\gamma -HBO2}}}

## Химические свойства
При растворении в воде образует борную кислоту:
{\displaystyle {\ce {HBO2 {}+ H2O-> H3BO3}}}
При нагревании выше 170 °С образует пироборную кислоту H2B4O7:
{\displaystyle {\ce {4HBO2{}->[{>170~^{\circ }}C]H2B4O7{}+H2O}}}